# 阿夫河畔锡克斯特
阿夫河畔锡克斯特（法語：Sixt-sur-Aff，法語發音：[sikst syʁ af]）是法国伊勒-维莱讷省的一个市镇，位于该省西南部，属于勒东区。

## 地理
阿夫河畔锡克斯特（47°46'33"N, 2°4'42"W）面积42.5 平方千米，位于法国布列塔尼大區伊勒-维莱讷省，该省份为法国西北部沿海省份，位于布列塔尼半岛东部，北濒大西洋，西接阿摩尔滨海省和莫尔比昂省，南至大西洋卢瓦尔省，西南端接曼恩-卢瓦尔省，东临马耶讷省，东北与芒什省接壤。
与阿夫河畔锡克斯特接壤的市镇（或旧市镇、城区）包括：库尔农、乌斯特河畔班、阿夫河畔布吕克、勒纳克、圣瑞斯特、卡朗图瓦尔、拉加西伊。
阿夫河畔锡克斯特的时区为UTC+01:00、UTC+02:00（夏令时）。

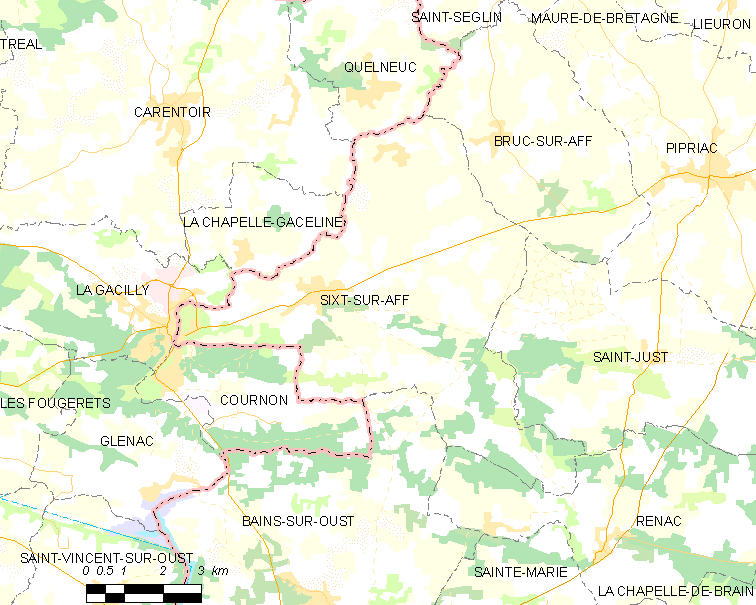
阿夫河畔锡克斯特的OSM定位图

## 行政
阿夫河畔锡克斯特的邮政编码为35550，INSEE市镇编码为35328。

## 政治
阿夫河畔锡克斯特所属的省级选区为勒东县。

## 人口

1962-2008年间阿夫河畔锡克斯特人口变化图示

阿夫河畔锡克斯特于2022年1月1日时的人口数量为2222人。